# Писарівка (Старобільський район)
Пи́сарівка — село в Україні, у Новопсковській селищній громаді Старобільського району Луганської області. Населення становить 740 осіб.

## Географія
У селі Балка Студенець впадає у річку Айдар.

## Історія
Село Писарівка довгий час складалося з декількох хуторів, які називалися Студенецькими. Вони були засновані в першій половині XVIII століття після придушення повстання Булавіна. Власником найбільшого хутору був писар Острозького слобідського полку І. П. Тимошенко. Мабуть, від посади цієї людини і пішла назва села Писарівка.
У другій половині 19 століття на Писарівському хуторі було збудовано церкву, що належала до Старобільського жіночого монастиря . У 1903 році у Писарівці було відкрито церковно–приходську школу.
Церкву під час колективізації було знищене вщент. На сьогодні від неї залишилися лише східці та контури фундаменту. У 2009 році на місці церкви поставлений хрест.

## Постаті
- Храбустовський Іван Францович (1917—1985) — професор, доктор біологічних наук, ректор Харківського зооветеринарного інституту у 1973—1982 роках.